# Олицький замок
Оли́цький за́мок — замок в місті Олиці, у Луцькому районі Волинської області, що впродовж століть належав родині Радзивілів. Перший на території сучасної України (за іншими даними — один з перших) прямокутних замків бастіонного типу.

## Територія
Сучасна територія замку займає 2,7 [джерело?] гектари. За часів СРСР у приміщеннях замку розташовувалась Волинська обласна психіатрична лікарня № 2. З 1 липня 2021 року Олицький замок перебуває на балансі Волинського краєзнавчого музею.
- Площа території замку Радзивілів 5,6 га;
- Площа території парку 11,3 га;
- Площа водного дзеркала озера 18,9 га;
- Площа приміщень замку разом з підвалами 13 150 м², в тому числі приміщень палацу — 2 870 м²;
- Площа приміщень 4-х бастіонів 2 240 м²[3].

У жовтні 2021 року Волинь отримала перший транш коштів із державного бюджету — 10 мільйонів гривень на реставрацію Олицького замку-резиденції.

## Історія

### Заснування у XVI столітті
Засновником мурованого замку був князь Микола Радзивілл «Чорний» у XVI столітті.  Будівництво замку було розпочато за 1564 року
, та, очевидно, не закінчено за його життя (помер 1565 р.). Незважаючи на високу обороноздатність новозведеного замку, роботи з його укріплення та розбудови тривали.
Лише у 1640 році за сприяння Альбрехта Станіслава Радзивілла було завершено реконструкцію замку. Розміри замку сягали близько 100х120 метрів. Став взірцем для побудови подібних фортечних укріплень меншого розміру в інших містах. Риси Пізнього Відродження чи маньєризму майже не відбилися на стилістиці споруди.
За майбутні 50 років (1591–1648 рр.) замок витримав декілька облог і встояв, незважаючи на пошкодження.

### Перші описи замку
У XVII столітті проведено перший опис замку (1686 р.), що дає змогу відтворити його вигляд, близький до первісного. Другий опис складено у 1737 році, який доповнює план-гравюра XVIII століття.
Подвір'я замку забудоване по периметру. Палацовим став південно-східний корпус. На протилежному боці стояв північно-західний корпус, що прикрасили двоярусною вежею в стилі бароко. За цими двома корпусами були головні в'їзні брами замку.

### Період від 1700 до 1840рр.
У 1702 році селище Олику спустошили вояки Швеції під час Північної війни, але замок встояв.
У зв'язку з новими методами військових дій замок в Олиці втрачає оборонні функції і все більше використовується як палацова споруда. Внутрішній двір був забудований по периметру ще у XVII столітті, а палацом вважався Південно-східний корпус. Будівля у XVII—XVIII століттях мала 2 поверхи і 2 портали. Між порталами влаштували відкриту аркаду-галерею в хрещатим склепінням . Другий поверх мав балкон.
Чергову реконструкцію розпочав Михайло Казимир Радзівілл, що тривала до 1760 року. У XVIII столітті надбудували третій поверх і заклали відкриту галерею. У 1976 році палацовий корпус отримав дах з заломом в стилістиці бароко. Будівля у вигляді видовженого прямокутного об'єму, внутрішнє розпланування коридорного типу з однобічним розташуванням залів і анфілада.
Під час Наполеонівської навали у 1812 році замок використовували вояки Російської імперії як військовий шпиталь, що тривало до 1837 року. З 1840 року замок покинули напризволяще і він не використовувався до 1882 року. Інтер'єри зруйнували.

### На зламі XIX—XX століть
З 1883 року, за ініціативою Фердинанда Фрідриха Радзивілла, розпочато новий етап ремонтно-відновлювальних робіт, що тривали 30 років. Керівник ремонту — архітектор Зигмундт Горголевський, автор проекту сучасного Львівського театру опери та балету. За часів Першої світової війни (1914—1920) замок зазнав пошкоджень, що спонукало новий етап відновлювальних робіт коштом Януша Радзівілла[джерело?].
На початку Другої світової війни у 1939 році останній з володарів резиденції — князь Януш — залишив її. Відтоді унікальний історичний і архітектурний комплекс зазнав катастрофічних змін. Палац та інші споруди повністю вигоріли, обвалилися перекриття та дахи. Неушкодженими залишилися лише стіни і склепіння над першими поверхами та укріплені цегляними мурами бастіони. Після 1945 року в окремих приміщеннях замку тулився державний кінський завод, а з середини 1950-х років руїни були перебудовані під Волинську психіатричну лікарню.

## Архітектура

План Олицького замку

Замковий комплекс в плані являє собою майже правильний квадрат, утворений насипними валами з чотирма кутовими бастіонами, на яких раніше стояли дозорні башти. З трьох сторін замок оточений ровом, який облицьований цеглою. Замковий двір периметрально забудований цегляними корпусами. Три з них двоповерхові, четвертий — південно-східний — триповерховий. В'їзди в замок розташовані з південно-східної та північно-західної сторін. До південно-східного веде кам'яний арковий міст, перекинутий через рів, який замінив первісний дерев'яний. Над північно-західним в'їздом височить двоярусна вежа з годинником.
Головним палацом замку вважається південно-східний корпус. Він прямокутний в плані, триповерховий (спочатку був одноповерховий, у XVII столітті — двоповерховий), з двома входами. На фасаді між цими входами, на другому поверсі був балкон з балюстрадою, яка спиралась на відкриту аркадну галерею першого поверху. Галерея була перекрита хрестовими склепіннями. Внутрішнє планування — коридорне з одностороннім розміщенням кімнат і анфіладне.
На думку дослідника Олики Станіслава Томковича, архітектурний ансамбль оборонного за походженням замку Радзивіллів остаточно сформувався перед 1793 роком. Каре корпусів нараховувало кілька десятків «покоїв». Головний палацовий корпус з боку двору мав галерею і балкон в італійському стилі, який спирався на чотири масивні кам'яні колони з іонічними капітелями. На першому поверсі палацу знаходилася двосвітна зала з шістьма великими вікнами. В залі розміщувалися кілька портретів князів з роду Радзивіллів. Серед них портрет Станіслава Альбрехта — першого ордината на Олиці і його дружини Марії Мішанки. Стіни прикрашали пишні герби, виконані з алебастру. В залі також були розписи, що зображували батальні сцени і урочисті події. Там же знаходилися художньо виконані мармурові каміни. Поряд існувала портретна зала, на стінах якої висіли 40, або 42 портрети Ліщинських, привезених до Олики з Ридзика. Відомо також про дві каплиці, одна з яких була в самому «палаці», за покоєм, що притулявся до портретної зали. Вона мала вишукані ліпні прикраси, була декорована коштовними кахлями і порцеляною. Друга каплиця містилася над в'їздом з боку міста. Апартаменти «палацу» обігрівалися численними грубами з жовківської кахлі, які мали рельєфні зображення у вигляді орлів і військової арматури. Крім портретної зали Ліщинських, в замку зберігалося численне зібрання портретів самих Радзивіллів. Всього портретів та інших творів живопису нараховувалося до 152. У складі олицької колекції, крім іншого, також зберігалися численні історичні реліквії і документи. Ще перед війною, в другій половині 30-х років, Я. Гофман, який гостював у князя Януша, серед іншого відзначив у замку ряд визначних пам'яток мистецтва і предметів побуту. Серед картин, зібраних в приміщенні палацу, він окремо вказує на полотно Рібейри 1644 року. Там же зберігався цікавий інкрустований буфет, датований 1574 роком, художній триптих майстра краківської школи XVI століття, фігура Божої Матері, дванадцять різьблених фігур апостолів, скриня ковальської роботи середньовічних майстрів з Гданська, колекція старовинної кінської збруї тощо. В одному з коридорів старої частини замку були вмуровані оригінальні венеціанські мозаїки.

## У мистецтві
Досить велика група фото-документальних джерел з історії Олики зберігається у Волинському краєзнавчому музеї (фонд «Книги. Документи. Фотографії», тема «Міста і села Волині»). Зокрема, на фото представлений і Олицький замок та його інтер'єри. Цікавими є фото з альбому кінця XIX — початку XX століття, який містить 51 знімок з видами маєтків князів Радзивіллів. Наступну групу складають фото, зроблені у 1930-х роках XX століття. На них зображено Олицький замок у кількох ракурсах (зокрема, в'їзд до замку зі сторони містечка та вигляд з дитинця на замкову вежу) та інтер'єри салонів (меблі, картини, світильники, посуд, портьєри).
Малюнків з натури, творів друкованої графіки, на яких був би зображений замок князів Радзивіллів в Олиці, збереглось, очевидно, небагато. Лише 6 таких робіт налічується у фондах Волинського краєзнавчого музею. Вони датуються кінцем XIX — першою половиною XX століть. Одні з них належать відомим майстрам (Наполеон Орда), інші — невідомим або маловідомим художникам. Виконані роботи дають уявлення про вигляд замку в різні періоди, дозволяють простежити зміни, які невблаганний час залишив на його стінах. За своєю суттю вони є цікавими документами епохи.
Серед 6 відомих робіт із зображенням замку 3 — невідомого художника, виконані тушшю в техніці «сухий пензлик», одна незакінчена робота (папір, олівець, акварель) художника Карлоса Кларі Альдзінгера, гравюра Наполеона Орди і акварель художника В. Бельського, який у 1930-х роках працював викладачем малювання в польській гімназії імені Тадеуша Костюшка в Луцьку.

## Галерея

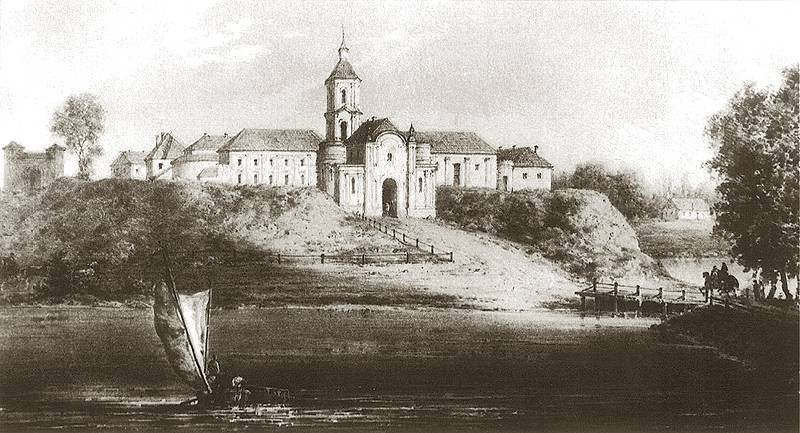
Наполеон Орда. Олицький замок. Гравюра XIX століття
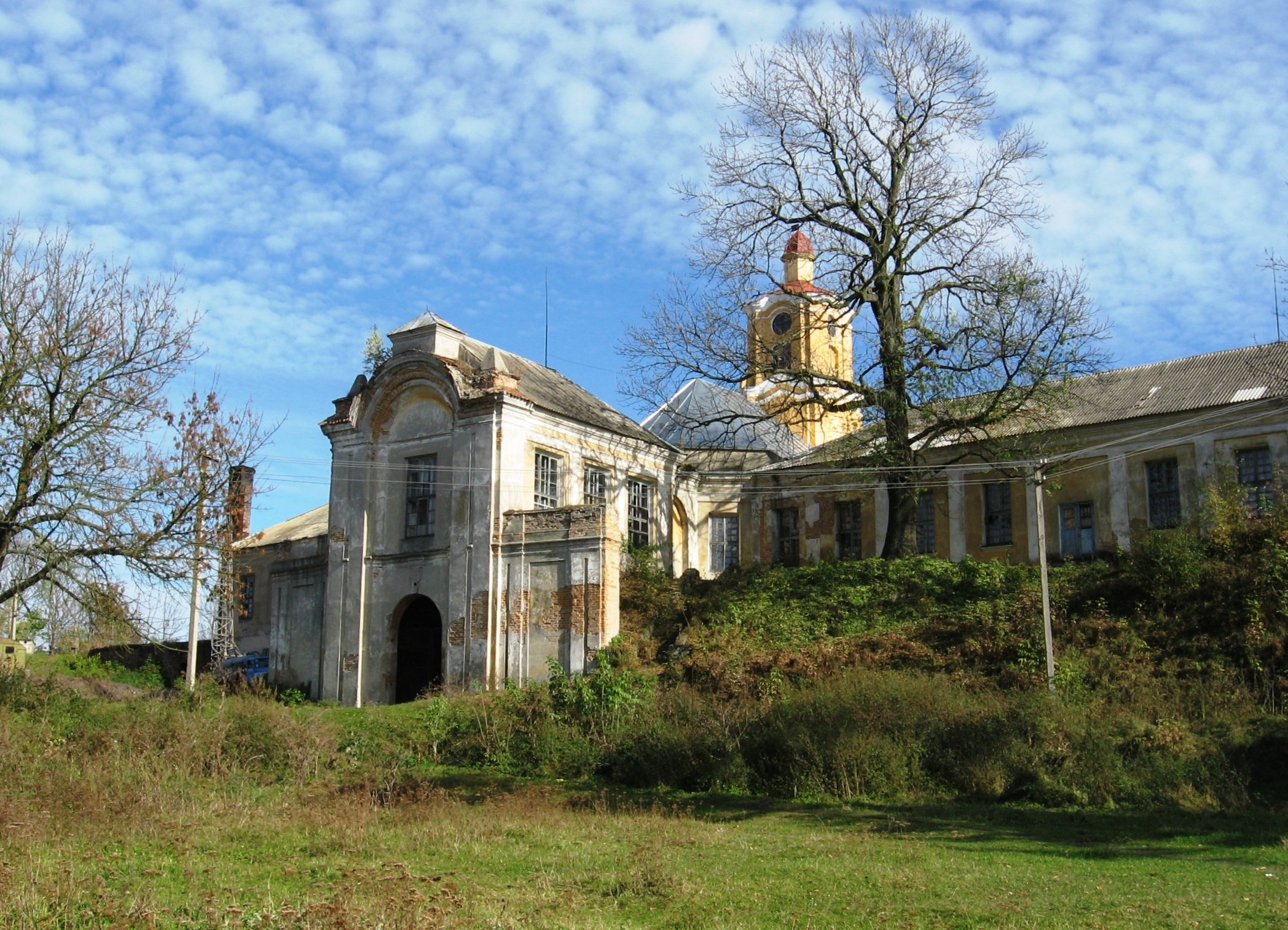
Північно-західний в'їзд до замку (фото 2010 року)
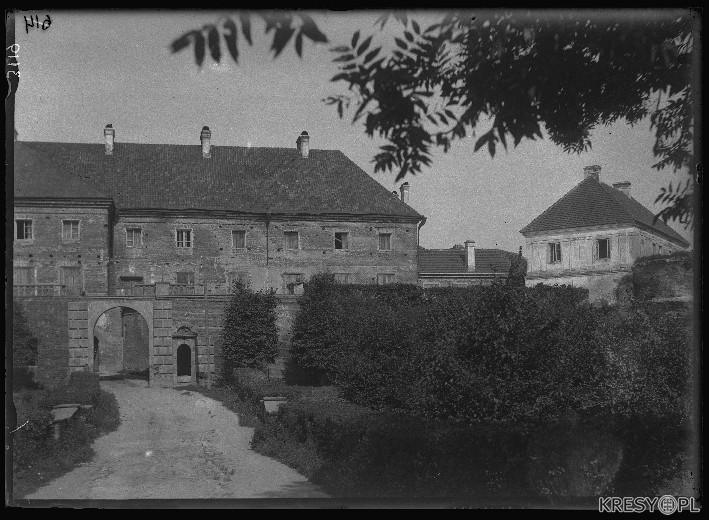
Олицький замок. Фото першої половини XX століття
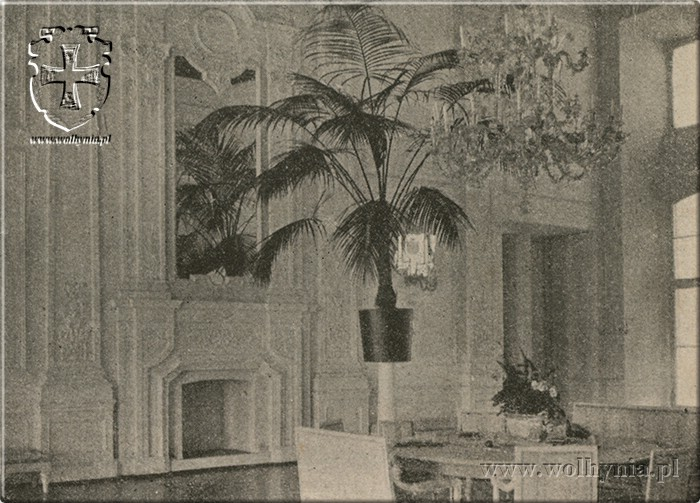
Інтер'єр замку. Фото першої половини XX століття
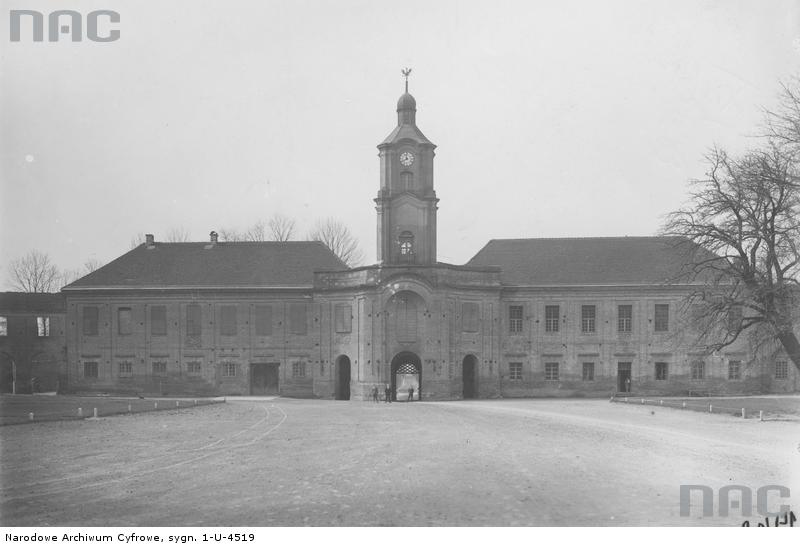
Олицький замок  (фото 1918—1939 років)
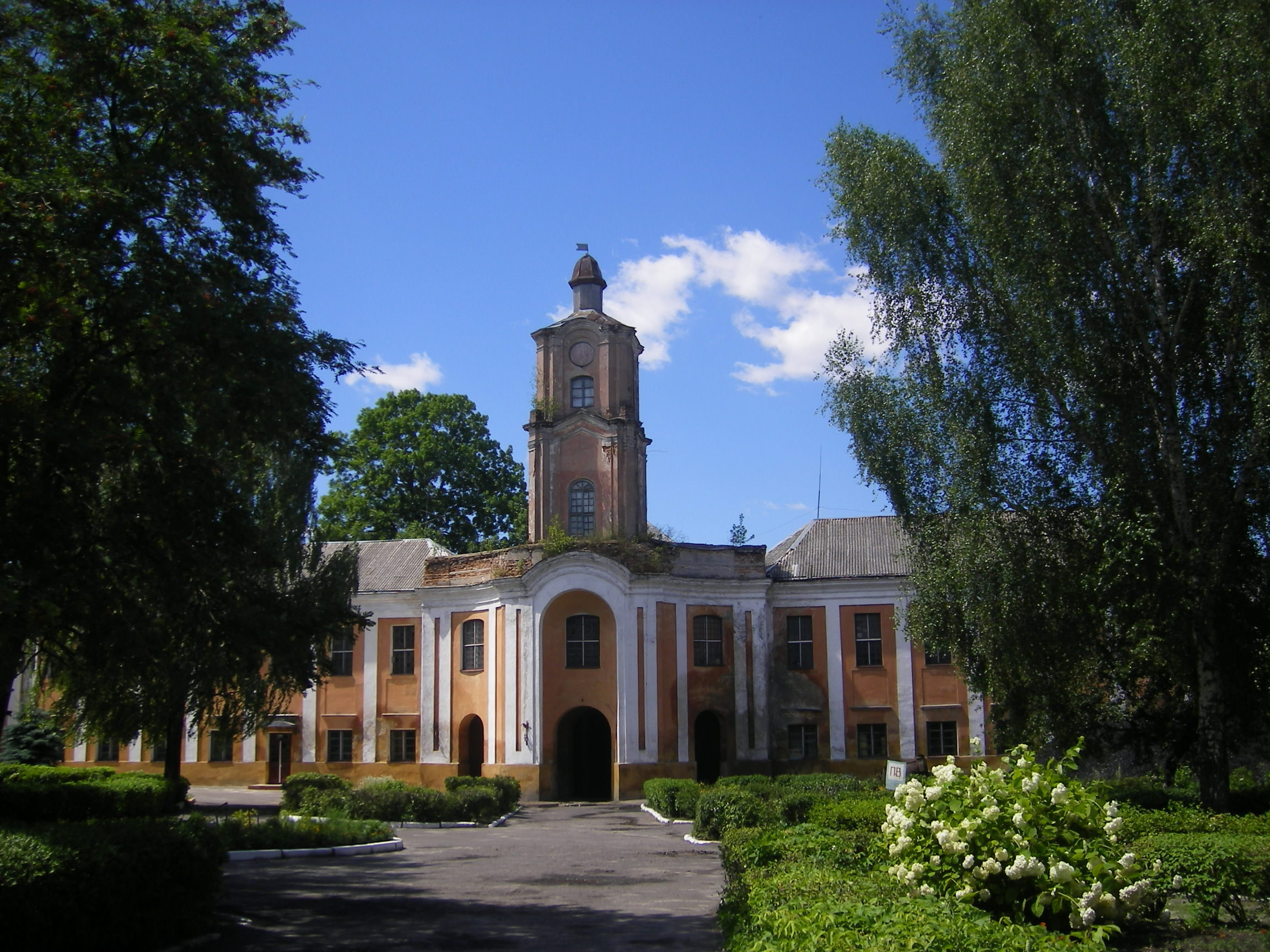
Годинникова вежа замку Радзивіллів до реставрації
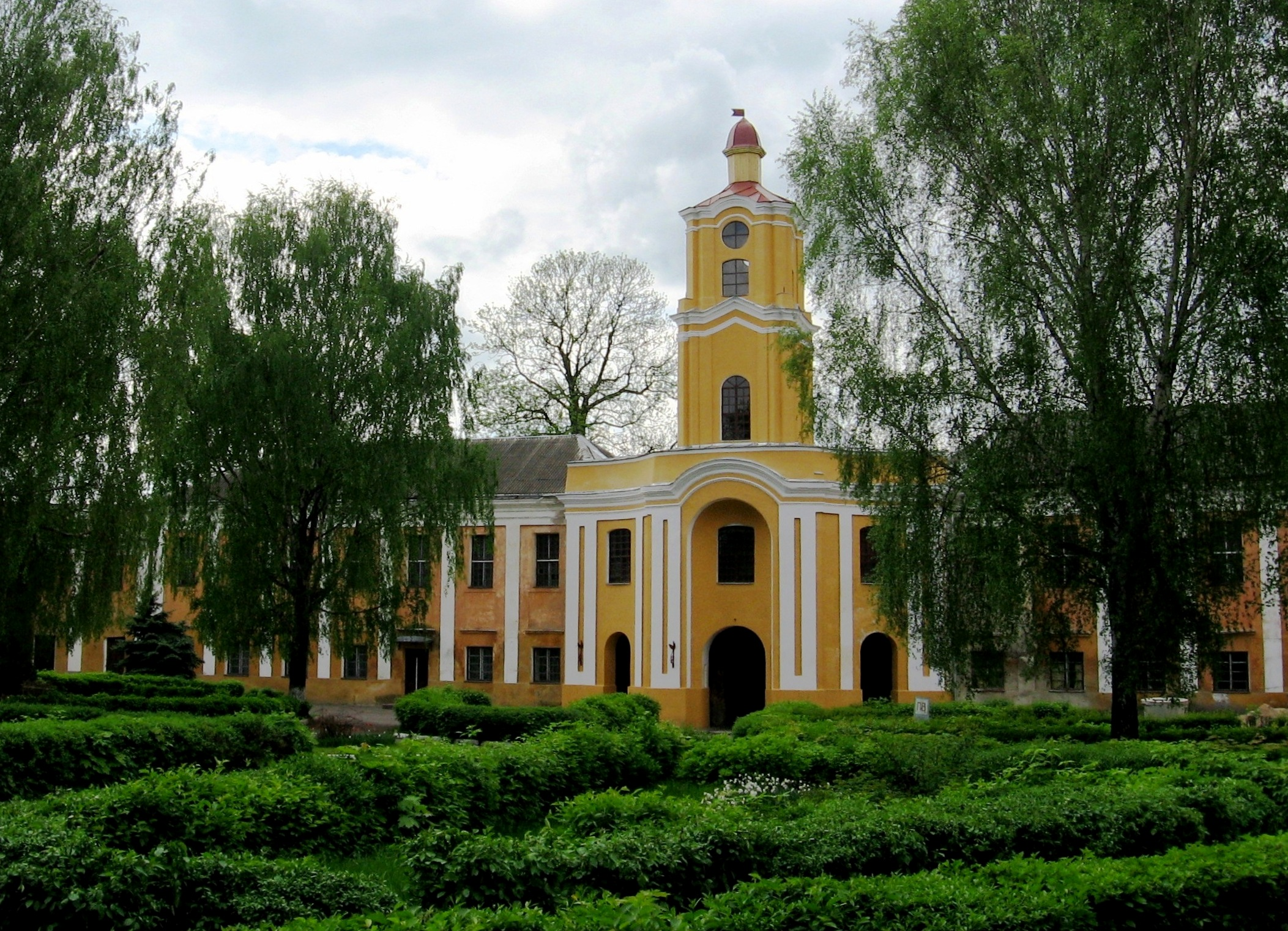
Відреставрована годинникова вежа замку Радзивіллів
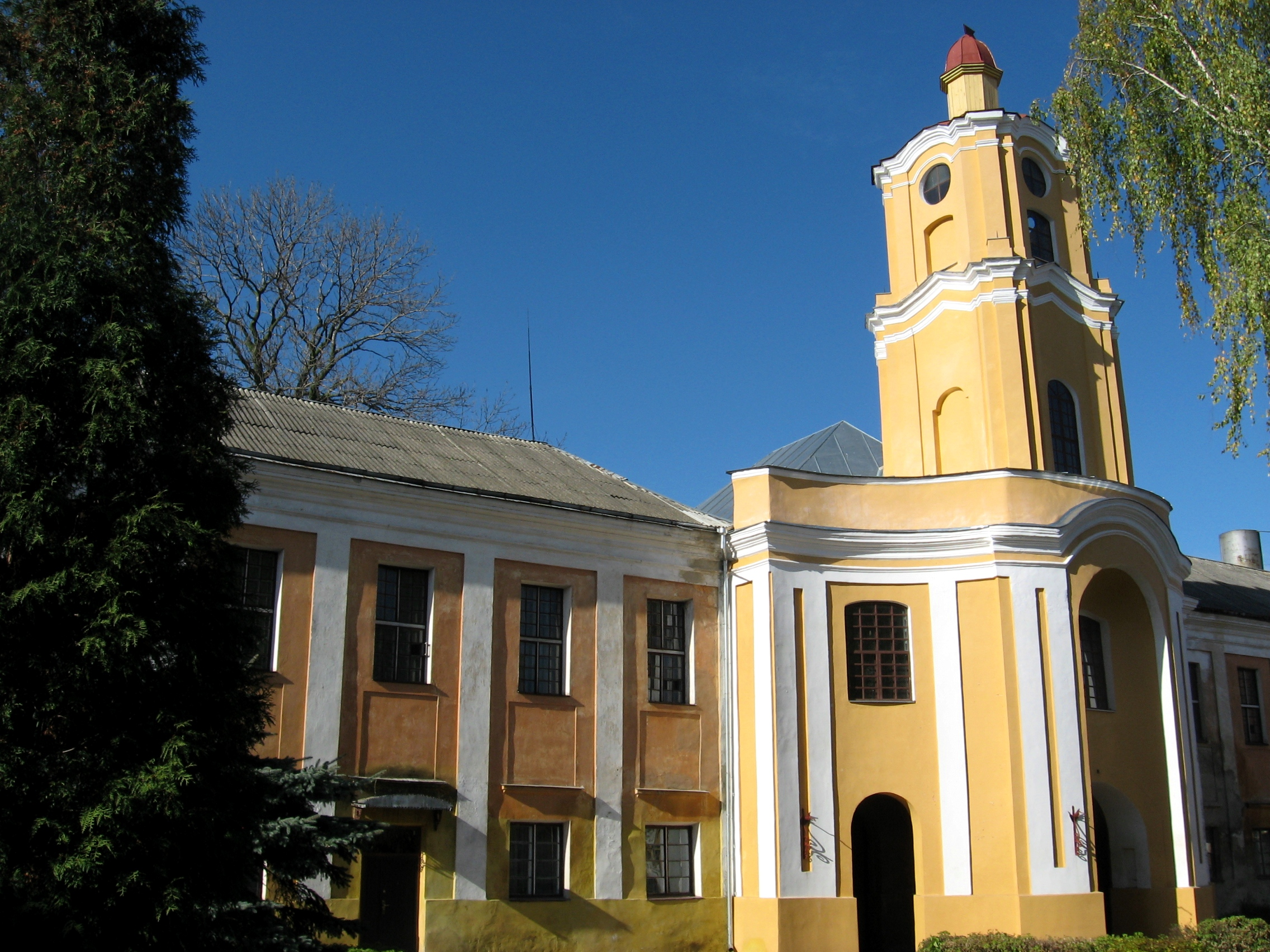
Відреставрована годинникова вежа замку Радзивіллів
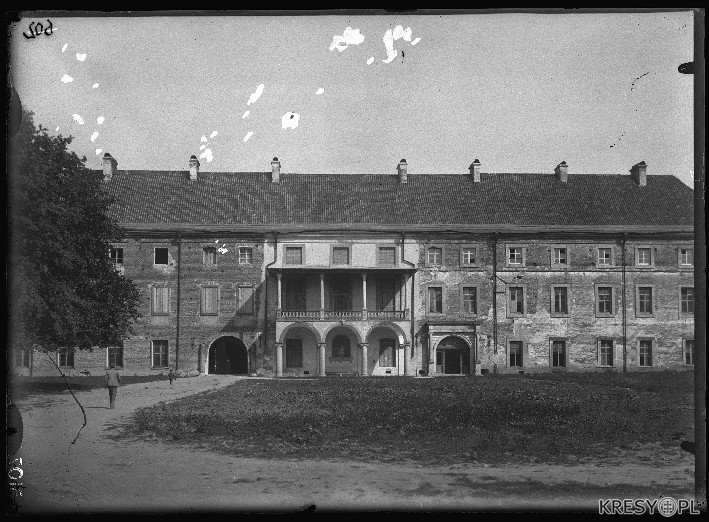
Південно-східний корпус замку з двору. Фото першої половини 20 століття
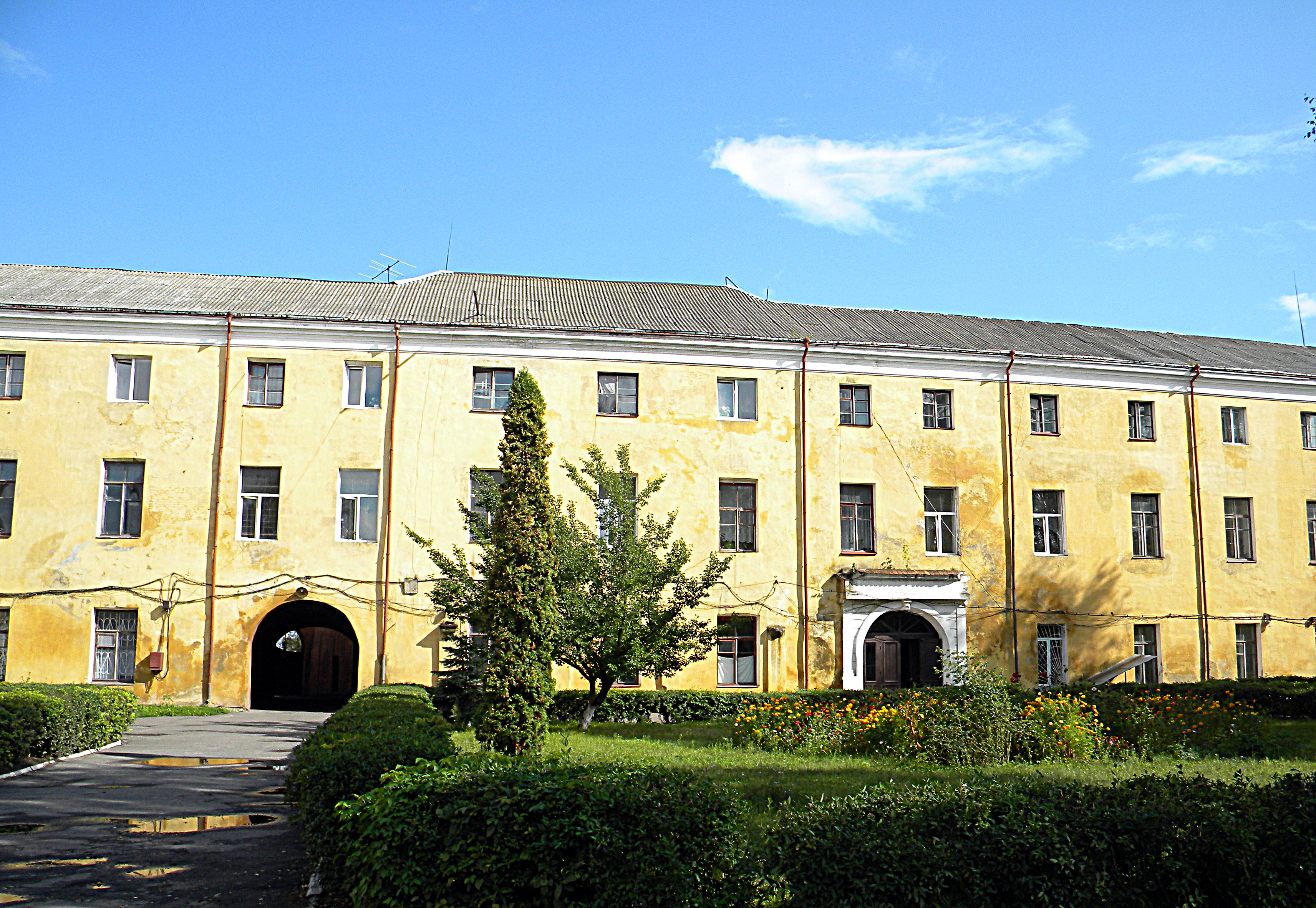
Південно-східний корпус замку з двору. Фото 2010 року
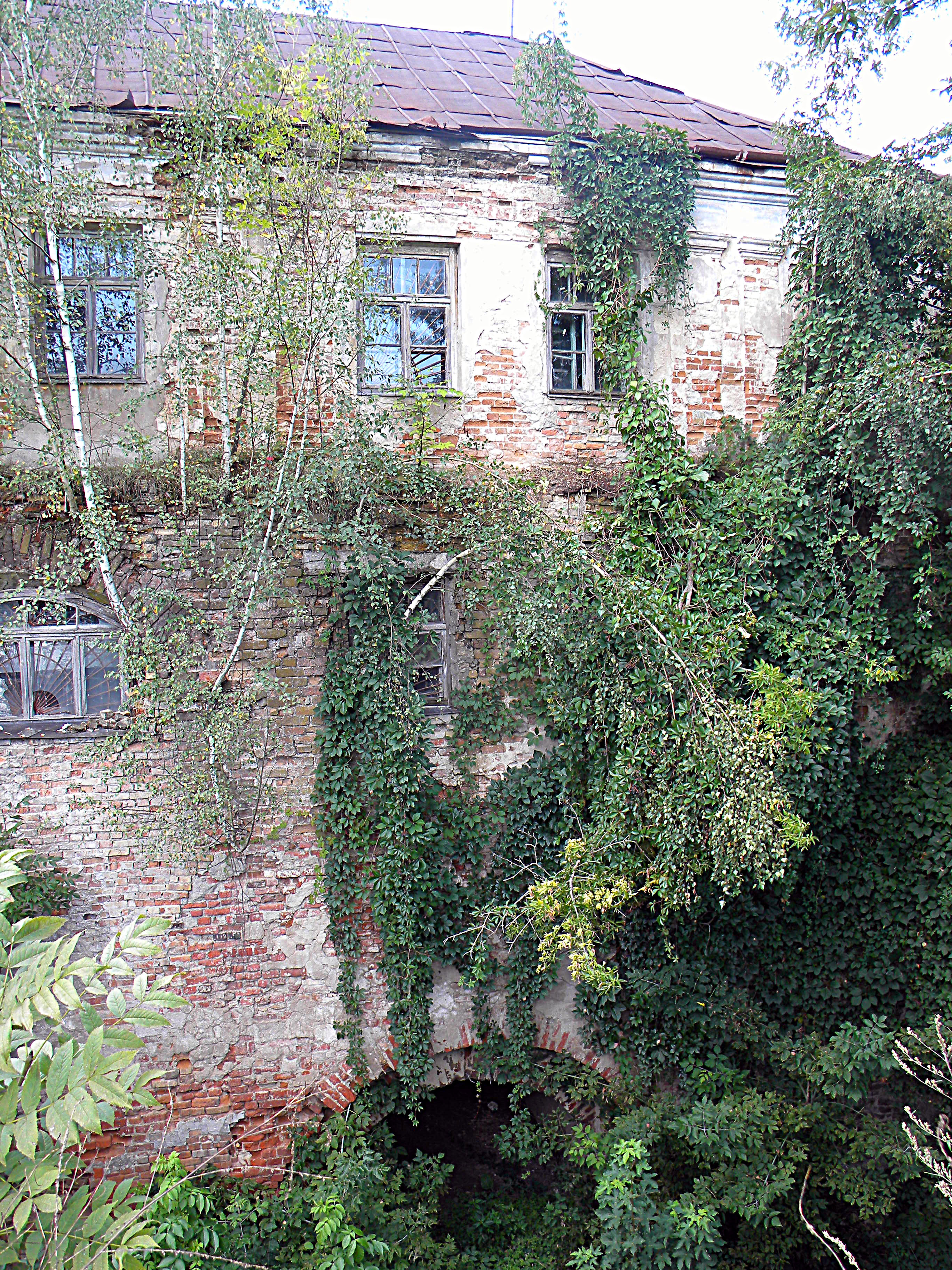
Обвалений східний бастіон
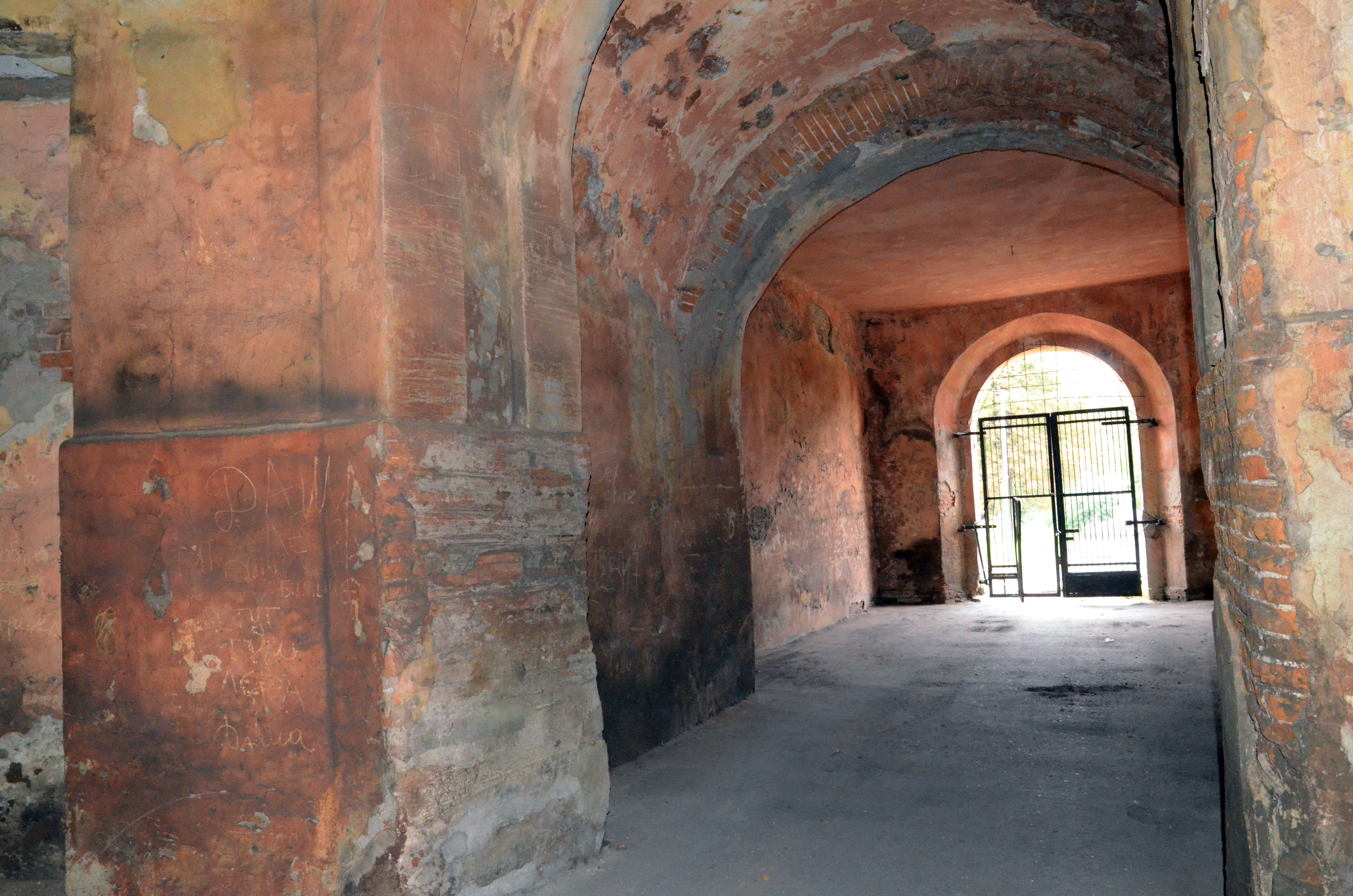
Прохід до замку